# Stefan Kaminsky
Stefan Kaminsky (ur. 1977 w Berlinie) – niemiecki aktor teatralny, telewizyjny i filmowy.

## Filmografia

### Filmy
- 1993: Inge, April und Mai
- 1995: Nikolaikirche
- 2006: Maria am Wasser jako Konrad (w wieku 30 lat)
- 2006: Fürst Pribislaw (TV) jako Książę Pribisław
- 2006: Dresden
- 2008: Morgen räum' ich auf (TV) jako Ingo Münch
- 2014: Irren sind Männlich jako Carsten
- 2014: Vaterfreuden jako Ralph
- 2015: Die Abhandene Welt jako Florian
- 2015: Alles ist Liebe jako Jan Silber
- 2018: Ballon jako kumpel z imprezy

### Seriale TV
- 2003: SOKO Leipzig jako Ingo Meier
- 2007: Tatort: Die Anwältin jako Jürgen Höfner
- 2007: Ein Fall für Nadja jako Ingo Rixen
- 2010: Kobra – oddział specjalny - odc.: „Zamach” (Der Anschlag) jako Wagner
- 2012: SOKO Leipzig jako policjant Schneider
- 2012: In aller Freundschaft jako Sebastian Sassner
- 2012: Heiter bis tödlich - Henker & Richter jako Rüdiger Nagel
- 2015: SOKO Leipzig jako René Wagner
- 2017: SOKO Leipzig jako policjant
- 2019: In aller Freundschaft jako Julius Heldt
- 2020: SOKO Leipzig jako szef policji Vollmer